# Agoschema
Agoschema là một chi bướm đêm thuộc họ Geometridae.